# Tridens
Tridens  es un género de plantas herbáceas,  perteneciente a la familia de las poáceas. Es originario de Norteamérica.Comprende 111 especies descritas y de estas, solo 17 aceptadas.

## Taxonomía
El género fue descrito por Roem. & Schult. y publicado en Systema Vegetabilium 2: 34, 599. 1817. La especie tipo es: Tridens carolinianus (Steud.) Henrard
Etimología
El nombre del género deriva de las palabras latínas tria (tres veces) y dens (diente), refiriéndose a sus tres lemas dentados. 

## Especies
1. Tridens albescens (Vasey) Wooton & Standl. -  USA (AZ NM TX LA AR OK KS), México (Chihuahua, Durango, Coahuila, Tamaulipas, Nuevo León)
2. Tridens ambiguus (Elliott) Schult. –  USA (TX LA MS AL GA FL SC NC)
3. Tridens brasiliensis (Nees ex Steud.) Parodi - Brasil, Paraguay, Uruguay, Argentina
4. Tridens buckleyanus (Vasey ex L.H.Dewey) Nash  - Texas
5. Tridens carolinianus (Steud.) Henrard - southeastern USA (LA MS AL GA FL SC NC)
6. Tridens congestus (L.H.Dewey) Nash – USA (AZ TX)
7. Tridens eragrostoides (Vasey & Scribn.) Nash –  USA (TX AZ NM AL FL), México, Cuba, Venezuela
8. Tridens flaccidus (Döll) Parodi - Brasil, Guyana, Venezuela, Colombia
9. Tridens flavus (L.) Hitchc. – purpletop - Ontario, eastern + central USA, Nuevo León
10. Tridens hackelii (Arechav.) Parodi - Argentina, Brasil, Uruguay
11. Tridens muticus (Torr.) Nash – slim tridens - southwestern + south-central USA (CA NV AZ UT CO NM TX OK KS MO AR LA), México (Baja California, Sonora, Chihuahua, Durango, Coahuila, Zacatecas, Nuevo León, Querétaro, San Luis Potosí, Tamaulipas)
12. Tridens nicorae Anton - norte Argentina
13. Tridens × oklahomensis (Feath.) Feath.  - Oklahoma  (hybrid T. flavus × T. strictus)
14. Tridens riograndensis Acedo & Llamas[4] - Rio Grande do Sul in Brazil
15. Tridens strictus (Nutt.) Nash –  USA (from TX to FL to IL + PA)
16. Tridens texanus (S. Watson) Nash  - USA (TX NM), México (Chihuahua, Durango, Coahuila, Nuevo León, Tamaulipas, San Luis Potosí)

Anteriormente incluidos VerDasyochloa, Diplachne, Erioneuron
- Tridens avenaceus - Erioneuron avenaceum
- Tridens capensis - Diplachne fusca
- Tridens duartei - Diplachne fusca subsp. uninervia
- Tridens grandiflorus - Erioneuron avenaceum
- Tridens indicus - Diplachne fusca
- Tridens nealleyi - Erioneuron avenaceum var. nealleyi
- Tridens pulchellus - Dasyochloa pulchella
- Tridens veralensis - Diplachne fusca subsp. fascicularis
- Tridens verticillata - Diplachne fusca subsp. uninervia
- Tridens virens - Diplachne fusca subsp. fascicularis